# Louis Constant Ermel
Louis Constant Ermel (Gante, 27 de diciembre de 1798 - Clermont-Ferrand, 3 de junio de 1870) fue pianista y compositor belga.
En su villa natal hizo los primeros estudios musicales, siendo tan rápidos sus progresos que pronto se trasladó a París para completarlos bajo la dirección de reputados profesores. Entró en el Conservatorio, teniendo por profesores a Zimmerman, Eler y Lamer, de piano, contrapunto y composición. En 1823 consiguió el primer premio en el concurso abierto por la Academia de Bellas Artes y el Instituto de Francia. Viajó por Alemania e Italia, y en Viena estrrenó en 1826 una apertura de su composición, y al regresar a París, procuró sin éxito darse a conocer como compositor de Ópera Cómica.
En Lieja estrenó su ópera en un acto Le Testament (1836), que también se representó en Bruselas (1838), en Gante se le premió con un Stabat Mater (1840), y en París en 1848 el gobierno de la República le concedió otro premio por su himno nacional Glorie à la noble France. En París se dedicó a la enseñanza de la música, fue miembro de la Sociedad de Compositores de música, y de la Comisión municipal por la enseñanza del canto en las escuelas.
Además, es autor, de Le drapeau belge, cantata premiada en 1834 por el gobierno de su país, y de un transpositor de solfeo coral.